# Upsala, Minnesota
Upsala là một thành phố thuộc quận Morrison, tiểu bang Minnesota, Hoa Kỳ. Năm 2010, dân số của thành phố này là 427 người.

## Dân số
- Dân số năm 2000: 424 người.
- Dân số năm 2010: 427 người.